# Mesochorus hebraicator
Mesochorus hebraicator är en stekelart som beskrevs av Aubert 1970. Mesochorus hebraicator ingår i släktet Mesochorus och familjen brokparasitsteklar. Inga underarter finns listade i Catalogue of Life.